# LEGO Marvel Avengers: Caos climático
LEGO Marvel Avengers: Caos climático es una película (convertida miniserie de 4 episodios) de Lego animada por computadora en cuatro partes basada en Marvel Comics y protagonizada por Avengers. Es la primera producción de LEGO Marvel en estrenarse bajo el nombre LEGO Marvel Avengers.

## Trama
Cuando Red Skull y A.I.M. roban la máquina meteorológica de Tony Stark, Black Widow y Hawkeye deben recuperarla, lo que los lleva a una persecución a alta velocidad por la ciudad de Nueva York. Los Vengadores tendrán que trabajar juntos para evitar que Red Skull destruya el mundo, enfrentándose al clima más extremo de la historia.

## Episodios
| N.º | Título                                       | Fecha de emisión original | Fecha de emisión Latinoamérica |
| --- | -------------------------------------------- | ------------------------- | ------------------------------ |
| 1   | «Una rivalidad férrea» «Iron Rivalry»        | 27 de noviembre de 2020   | 5 de junio de 2021             |
| 2   | «Amigos y enemigos» «Friends and Foes»       | 4 de diciembre de 2020    | 12 de junio de 2021            |
| 3   | «Clima tormentoso» «Wild Weather»            | 11 de diciembre de 2020   | 19 de junio de 2021            |
| 4   | «La amenaza de Red Skull» «Red Skull Rising» | 18 de diciembre de 2020   | 26 de junio de 2021            |